# Bogdan Rath
Bogdan Rath (Bukarest, 1972. június 28. –) világbajnoki ezüstérmes (2003) és Európa-bajnoki ezüstérmes (2001) román származású olasz vízilabdázó, a Circolo Canottieri Ortigia játékosa.